# Pandemia de COVID-19 no Chipre
Este artigo documenta os impactos da pandemia de COVID-19 no Chipre e pode não incluir todas as principais respostas e medidas contemporâneas. As informações contidas neste artigo não se referem aos casos do Chipre do Norte.

## Linha do tempo
Em 9 de março, o Chipre confirmou os dois primeiros casos de COVID-19 no país: um homem de 25 anos de idade de Limassol, que havia voltado da Itália, e um profissional da área da saúde de 64 anos de idade de Nicósia, que havia voltado do Reino Unido.
Em 11 de março, o país confirmou mais 4 casos da doença: dois cidadãos gregos que haviam voltado do Reino Unido um dia antes e um taxista de Paphos, cujo neto estava hospitalizado. Todos os três homens foram enviados para o Hospital Geral de Famagusta.
Em 12 de março, mais 4 casos foram confirmados: uma pessoa que havia viajado ao Reino Unido e contatou as autoridades após a aparição dos sintomas, uma pessoa que havia voltado da Itália, uma pessoa co sintomas após uma viagem à Grécia e uma pessoa que havia voltado da Alemanha assintomática.
Em 13 e março, mais 11 casos foram confirmados. O presidente do país, Nicos Anastasiades, durante uma comunicado especial, anunciou o fechamento de todas as fronteiras por um período de 15 dias, a começar em 15 de março.